# Histerofobija
Histerofobija je oblik psihološkog straha - fobije, koji se manifestuje u izbegavanju bilo kakvog konverzacionog konflikta. Osobe koje pate od ovog oblika fobije, nisu sposobne da izdrže pritisak, ako je nametnut od strane voljene osobe. Bolest nastaje usled nedostataka određenih proteina u amigdali, koji utiču na rešavanje ili reagovanje na postavljeni emotivni stres u određenom trenutku. Kao glavni simptom ovog poremećaja, osoba izbegava, gleda da se odalji, na bilo koji način, od (za nju) neprijatne konverzacije i povlači se sama u sebe. Pri tome nastaju opsesivno agresivne misli, koje nekontrolisano kruže kroz misaoni tok, tako da osoba često gubi samopouzdanje, emocionalnu inteligenciju i normalno raspoloženje. 

## Klasifikacija
Histerofobija se klasifikuje kao težak psihološki poremećaj i leči se jako dugo, zbog toga što kada osoba jednom ima ovakav problem, uverenje u sopstvenu realnost postaje toliko jako, da su ponekad potrebne godine da se promeni proces razmišljanja. Jedan od glavnih uzroka ovakvog poremećaja su članovi porodice, koji negativno utiču na pojedinca. Nastaju traume nanesene od strane voljene osobe, pa takva ličnost gubi apsolutno poverenje u civilizovanost. Osoba se otuđuje od okoline, prestaje da veruje u bilo koga, pa kao posledica mogu nastati paranoični poremećaji (strah od praćenja ili proganjanja). Još više se gubi kontakt sa realnošću, kada histerofobik misli da ce biti prevaren, opljačkan, otrovan ili iskorišćen. Takve osobe postaju veoma obazrive i agresivne, imaju potrebu da patološki lažu, kako bi se uklopile u njihov iscepani koncept realnosti. Takođe, ako problem nije otkriven i tretiran terapijama, mogu se razviti anksioznost i tahikardija, koje variraju u zavisnosti od prisustva straha. Kako je strah okidač za sve ljudske emotivne komplekse, tako direktnim uticanjem na strah kod histerofobika, može se korigovati i njegovo ponašanje i postići postepeno vraćanje u normalno funkcionisanje zdravog razuma. Za funkcionisanje zdravog razuma služi radna memorija, koja je zbog ovog poremećaja onemogućena i zamenjena emotivnom, koja je jako loša za pojedinca u toku razmišljanja i donošenja životnih odluka.

## Nastanak i razvој poremećaja
Ova vrsta poremećaja nastaje kod dece i počinje da se razvija u dobu adolescencije. Kada poremećaj nastupi, simptomi se manifestuju kao afektivni poremećaj kod deteta teže uočljivi, i mogu se utvrditi psihološkim testovima. Ovakva manifestacija daje prednost da se poremećaj razvija kasnije mnogo progresivnije kroz adolscenciju. Ukoliko se ne tretira, posledice mogu biti kobne, jer se može javiti psihoza nakon razvijanja ličnosti osobe.

## Lečenje
Ovaj poremećaj se tretira u zavisnosti od stepena razvoja bolesti. Vrlo pozitivne rezultate pokazala je psihoterapija, koja može uključiti i lekove, kao što su neuroleptici, npr. Haloperidol kod lečenja simptoma paranoje i anksiolitici za lečenje simptoma anksioznosti. Od psihoterapija  najviše obećava asertivni trening i bihevioralna terapija.